# Osiedle Centrum (Kutno)
Osiedle Centrum położone przy ulicy Podrzecznej w Kutnie. Osiedle składa się z 7 bloków mieszkalnych z wielkiej płyty. Bloki tego osiedla wyróżniają się na tle innych w mieście, gdyż każdy budynek ma zróżnicowaną wysokość (od 3 pięter + parter do 5 pięter + parter). Powstało w miejscu starszych budynków śródmiejskich oraz przyległych do nich sadów owocowych po południowej stronie ulicy (między ulicą a rzeką Ochnią). Budowa przypadła na końcówkę lat osiemdziesiątych XX wieku.
Do osiedla Centrum można również zaliczyć bloki mieszkalne znajdujące się po drugiej stronie ulicy Podrzecznej powstałe w podobnym czasie. Między osiedlem a rzeką Ochnią powstał w ostatnim czasie nowy park miejski "Nad Ochnią", zaś po zachodniej stronie osiedla wybudowano nowe targowisko miejskie.